# ウーゴ・モウラ・アフーダ・ダ・シウヴァ
ウーゴ・モウラ（Hugo Moura）ことウーゴ・モウラ・アフーダ・ダ・シウヴァ（ポルトガル語: Hugo Moura Arruda da Silva、1998年1月3日 - ）は、ブラジルのサッカー選手。ポジションはMF。

## クラブ歴
12歳の時にCRフラメンゴの下部組織に加入。2016年のコパ・サンパウロ・ジ・フチボウ・ジュニオールで負傷した。それでも2018年1月17日にトップチーム初出場を記録した。8日後にはコパ・サンパウロ・ジ・フチボウ・ジュニオールでクラブの主将を務め優勝に貢献した。11月23日、翌シーズンからトップチームに昇格する事が発表された。2019年5月5日にカンピオナート・ブラジレイロ・セリエA初出場、同年9月3日に2023年末まで契約を延長した。
2020年8月31日にコリチーバFCにシーズン末まで期限付き移籍した。
2021年7月にFCルガーノへの期限付き移籍が決まったが、8月25日にスイス・スーパーリーグに登録出来なかったために帰還した。
2022年にアトレチコ・パラナエンセに期限付き移籍した。